# カナー郡 (ウェストバージニア州)
カナー郡（英: Kanawha County、[kəˈnɔː] kə-NAWあるいは[kəˈnɔːə] kə-NAW-ə）は、アメリカ合衆国ウェストバージニア州の郡である。人口は18万0745人（2020年）で、州内最大である。郡庁所在地は州都チャールストンであり、同郡で人口最大の都市である。郡名はグレートカナー川から採られた。

## 歴史
カナー郡は1788年11月14日に、バージニア州議会の承認により設立を始め、1789年10月5日に設立された。郡名はグレートカナー川から採られており、川の名はこの地域に住んでいたインディアン部族から採られていた。設立の時の郡人口は約3,200人だった。初めはバージニア州内にあったが、南北戦争の間に開催されたホイーリング会議の後、ウェストバージニア州の郡となった。新州は1863年6月20日にアメリカ合衆国に加盟した。

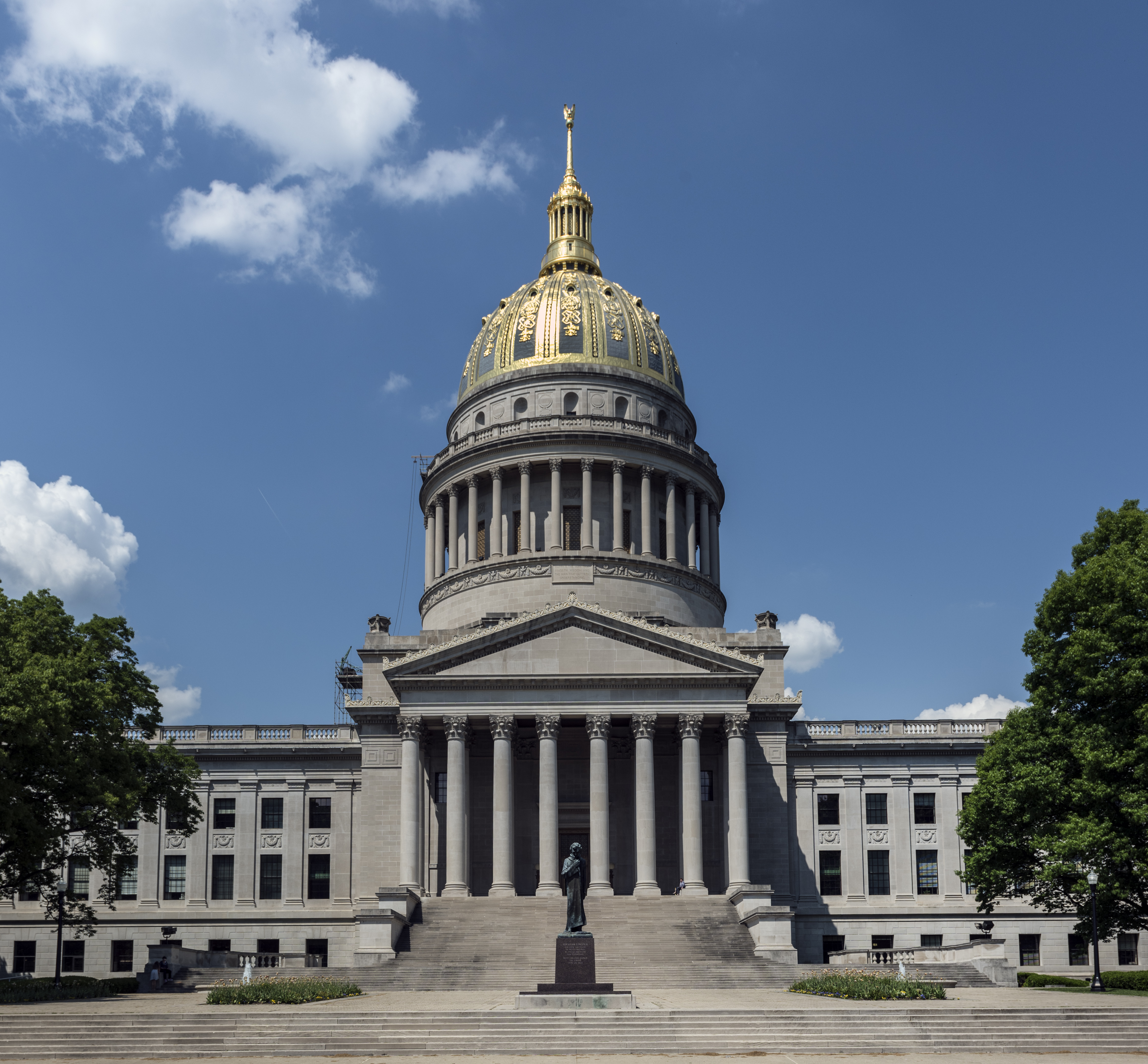
州議会議事堂

## 地理
アメリカ合衆国国勢調査局に拠れば、郡域全面積は911平方マイル (2,359.5 km2)であり、このうち陸地903平方マイル (2,338.8 km2)、水域は8平方マイル (20.7 km2)で水域率は0.87%である。

### 主要高規格道路
- 州間高速道路64号線
- 州間高速道路77号線
- 州間高速道路79号線
- アメリカ国道60号線
- アメリカ国道119号線
- ウェストバージニア州道4号線
- ウェストバージニア州道25号線
- ウェストバージニア州道34号線
- ウェストバージニア州道61号線
- ウェストバージニア州道62号線
- ウェストバージニア州道94号線
- ウェストバージニア州道114号線
- ウェストバージニア州道214号線
- ウェストバージニア州道501号線
- ウェストバージニア州道601号線
- ウェストバージニア州道622号線
- ウェストバージニア州道817号線

### 隣接する郡
- ローン郡 - 北
- クレイ郡 - 北東
- ニコラス郡 - 東
- ファイエット郡 - 東
- ローリー郡 - 南東
- ブーン郡 - 南
- リンカーン郡 - 南西
- パットナム郡 - 西
- ジャクソン郡 - 北西

## 人口動態
以下は2000年国勢調査による人口統計データである。
| 基礎データ - 人口: 200,073人 - 世帯数: 86,226 世帯 - 家族数: 55,960 家族 - 人口密度: 86人/km2（222人/mi2） - 住居数: 93,788軒 - 住居密度: 40軒/km2（104軒/mi2） 人種別人口構成 - 白人: 90.46% - アフリカン・アメリカン: 6.97% - ネイティブ・アメリカン: 0.21% - アジア人: 0.85% - 太平洋諸島系: 0.02% - その他の人種: 0.21% - 混血: 1.27% - ヒスパニック・ラテン系: 0.59% 年齢別人口構成 - 18歳未満: 21.3% - 18-24歳: 8.4% - 25-44歳: 28.1% - 45-64歳: 25.6% - 65歳以上: 16.5% - 年齢の中央値: 40歳 - 性比（女性100人あたり男性の人口） - 総人口: 90.7 - 18歳以上: 87.1 | 世帯と家族（対世帯数） - 18歳未満の子供がいる: 26.5% - 結婚・同居している夫婦: 49.0% - 未婚・離婚・死別女性が世帯主: 12.3% - 非家族世帯: 35.1% - 単身世帯: 30.8% - 65歳以上の老人1人暮らし: 12.5% - 平均構成人数 - 世帯: 2.28人 - 家族: 2.84人 収入と家計 - 収入の中央値 - 世帯: 33,766米ドル - 家族: 42,568米ドル - 性別 - 男性: 33,842米ドル - 女性: 24,188米ドル - 人口1人あたり収入: 20,354米ドル - 貧困線以下 - 対人口: 14.4% - 対家族数: 11.2% - 18歳未満: 20.6% - 65歳以上: 10.5% |

## 都市と町

### 都市
| - チャールストン - 郡庁所在地 - ダンバー - マーメット - モンゴメリー（部分） | - ニトロ（部分） - スミザーズ（部分） - サウスチャールストン - セントオルバンズ |

### 町
| - ベル - シーダーグローブ - チェサピーク - クレンドニン | - イーストバンク - グラスゴー - ハンドリー - プラット |

### 国勢調査指定地域
| - アラムクリーク（部分） - コールフォーク - クロスレーンズ - エルクビュー | - ピンチ - シッソンビル - アッパーフォールズ |

次のリストは郡内の未編入町であるが、これで全てではない。

### 未編入の町
| - アーロンズ - アクメ - エイカップ - エアポートビレッジ - アマンダビル - アメリア - アンフレッド - バーレンクリーク - ビッグチムニー - ブラックホーク - ブレイクリー - ブラウント - ブルークリーク - ブランドン - ブリーム - ブラウンランド - バーンウェル - キャビンクリーク - カーボン - シェリアン - シンコー - コールバーグ - コールリッジ - ココー - コートン - クレド - クラウンヒル - デイビスクリーク - ドーズ - デコタ - ダイアル - ダイアモンド - ディッキンソン | - ダンウッド - ドライブランチ - ダングリフ - デュポンシティ - イーストニトロ - イーストサイド - エッジウッド - エルク - エルクフォレスト - エルクヒルズ - エモンズ（部分） - エスクデール - エトワ - フォーリングロック - フェレル - ファイブマイル - フォレストヒルズ - フォークスオブコール - フォートヒル - フレーム - ギャラガー - ジャイルズ - グリーンバレー - グリーンキャッスル - グリップ - ガスリー - ハンスフォード - ハーンショー - ハイカムボトム - ハイローン - ヒルズデール - ハイトップ - ホリー | - ホリーグローブ - ホリーハースト - ヒューズトン - インスティテュート - アイランドブランチ - アイビーデール - ジャレット - ジャレッツフォード - ジェファーソン - ジョプリン - カナーシティ - カナーエステイツ - ケイフォード - ケリーヒル - ケンダリア - レイング - リーウッド - ラウドンデール - ローワーフォールズ - マンモス - メドウブルック - ミンクショールズ - ポカタリコ - ポンドギャップ - クィック - クインシー - ランド - リバーベンド - ロッキーフォーク - ロックレイクビレッジ - ラトリッジ - サンダーソン - タイラーハイツ - タイラーマウンテン |

## 経済
2010年国勢調査に拠れば、郡内に民間企業が5,481社ある。郡民の89,768人が雇用されている。著名な企業としては、サウスチャールストンにあるテックパーク、同じくゲスタンプ、マルディ・グラ・カジノ、チャールストンにあるチェサピーク・エナジー、ベルにあるウォーカー・マシナリー、チャールストン地域医療センター、サウスチャールストンにあるトマス記念病院、チャールストンにあるセントフランシス病院、セントアルバンズにあるC&Oモーターズ、チャールストンにあるバート・ウルフ・フォード、同じくスミス・モーター、サウスチャールストンにあるジョー・ホランド・シボレーなどがある。化学会社も多く、ダウ・ケミカル、クリアロン・コポレーション、FMCコーポレーションは全てサウスチャールストンにあり、またベルにはデュポンもある。

## 公園とゴルフ場
| 公園                           | ゴルフ場                       |
| ------------------------------ | ------------------------------ |
| クーンスキン公園               | クーンスキン・ゴルフコース     |
| ショーニー公園                 | ショーニー・ゴルフコース       |
| メドウッド公園                 | エッジウッド・カントリークラブ |
| パイオニア公園                 | リトルクリーク・ゴルフコース   |
| ウォレス・ハートマン自然保存地 | スリーピーホロー・ゴルフクラブ |
| カトー公園                     | サンディブレイ・ゴルフコース   |
| ライドノア公園                 | ベリーヒルズ・カントリークラブ |
| ビッグベンド公園               | ビッグベンド・ゴルフコース     |
| カナー州有林                   |                                |
| セントアルバンズ市公園         |                                |

## 行事
- フェスティボール - http://www.festivallcharleston.com/
- バンダリア・ギャザリング - http://www.wvculture.org/vandalia/index.html
- リブフェスト - http://www.charlestonwvribfest.com/
- チャールストン・ロッドラン・ドゥーウォップ - http://www.charlestonwvcarshow.com/
- マジョレット・フェスティバル - en:Daily_Mail_Kanawha_County_Majorette_and_Band_Festival
- ピンチ・リユニオン - http://wvmetronews.com/pinch-lays-claim-to-oldest-reunion/
- セントアルバンズ光祭 - http://www.salights.com/index.cfm

## 見どころ
- クレイセンター
- ウェストバージニア州会議事堂
- ウェストバージニア文化センター
- サウスチャールストン・マウンド
- マルディ・グラ・カジノ・アンド・リゾート
- チャールストン市民センター
- ヘリテージ・タワー博物館

## スポーツ
- ウェストバージニア・パワー - 野球
- ウェストバージニア・カオス - サッカー

## 著名な出身者
- ジョージ・クラム - 作曲家
- ジェニファー・ガーナー - 女優
- アール・ロイド - アフリカ系アメリカ人として最初期のNBAバスケットボール選手、ウェストバージニア州立カレッジでもプレイ
- ランディ・モス - NFLアメリカンフットボール選手